# Ёнпхёндо

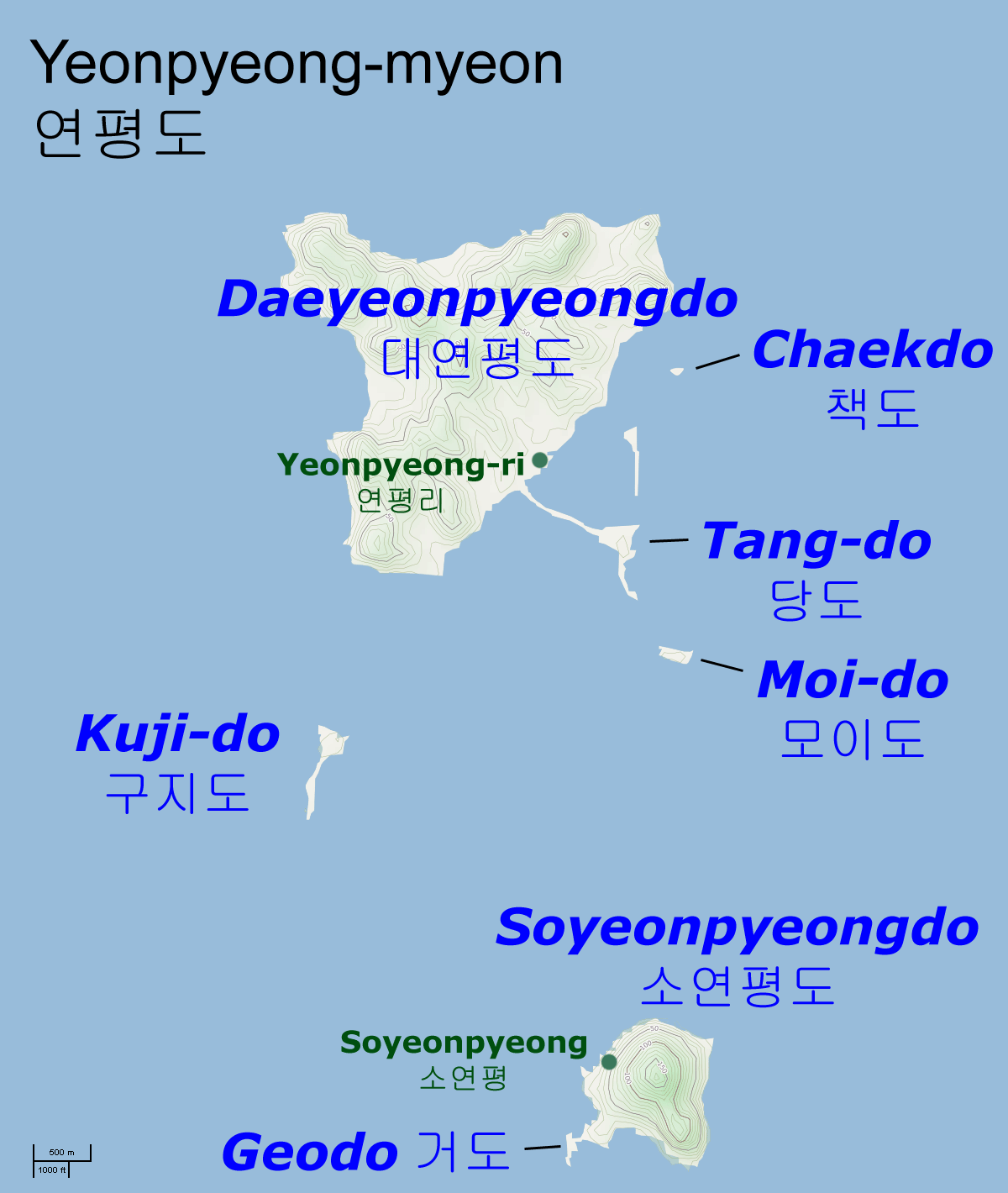
Карта: группа островов Ёнпхёндо

Ёнпхёндо (кор. 연평도) — группа южнокорейских островов в Жёлтом море. Самый крупный из них, Большой Ёнпхёндо, который обычно и имеют в виду говоря о Ёнпхёндо, имеет площадь 7,01 км² и население 1300 человек.

## Инцидент 2010 года
23 ноября 2010 года остров Ёнпхёндо подвергся артиллерийскому обстрелу со стороны Северной Кореи, что стало крупнейшим военным инцидентом на границе двух Корей за последние 50 лет. Около 9:00 по местному времени 23 ноября 2010 года артиллерия КНДР, по версии западных СМИ, произвела обстрел занятого вооружёнными силами Южной Кореи острова Большой Ёнпхёндо, одного из двух населённых островов архипелага Ёнпхёндо. В сторону острова было выпущено не менее 200 артиллерийских снарядов. По свидетельству очевидцев, на острове было разрушено до 70 строений. Были убиты четыре человека (двое южнокорейских военных и двое гражданских лиц), ещё 18 человек получили ранения, с южнокорейской стороны, потери КНДР составили 10 человек.

## Эвакуация 2024 года
Приказ об эвакуации был издан 5 января 2024 года после провокаций Северной Кореи.